# Paritat (física)
En física, una transformació de la paritat (també anomenada inversió de la paritat) és el canvi simultani en el signe de tota coordenada espacial:
{\displaystyle P:{\begin{pmatrix}x\\y\\z\end{pmatrix}}\mapsto {\begin{pmatrix}-x\\-y\\-z\end{pmatrix}}}
Una representació d'una matriu 3×3 de P podria tenir un determinant igual a -1 i, per tant, no pot reduir a una rotació. En un pla, la paritat no és el mateix que una rotació de 180 graus. És important que el determinant de la matriu P sigui -1, que no ocorre en una rotació de 180 graus en 2 dimensions. Aquí una transformació del signe de x de y, no d'ambdós.

## Relació de simple simetria
Sota rotació, en la geometria clàssica els objectes poden ser classificats en escalessis, vectors o tensors de rang major. En la física clàssica, configuracions físiques necessiten ser transformades sota representacions de cada grup simètric.
En la teoria quàntica, els estats en un espai de Hilbert no cal que es transformin sota representacions de grup de rotacions, sinó només sota la representació projectiva. La paraula projectiva es refereix al fet que si un projecta la fase de l'estat, on cal recordar que la fase d'un estat quàntic no és observable, llavors la representació projectiva es redueix a una representació ordinària. Totes les representacions són també representacions projectives, però la conversió no és certa, per tant la condició de representacions projectives en un estat quàntic és més feble que la condició de representació d'un estat clàssic.
Les representacions projectives de qualsevol grup són isomorfes a les representacions ordinàries d'una extensió central de grup. Per exemple, representacions projectives d'un grup rotacional de 3 dimensions, que és d'un grup especial ortogonal SO(3), són representacions ordinàries d'un grup especial unitari SU(2). Representacions projectives d'un grup de rotació que no són representacions anomenades espinoriales i així els estats quàntics poden transformar no només en tensors si no també en espinoriales.
Si s'afegeix a això una classificació per paritat, això pot ser estès, per exemple, en les nocions de
- escalars (P = 1) i pseudoescalars (P = -1) que són rotacionalmente invariants.
- vectors (P = -1) i vectors axials (o pseudovectors) (P = 1) que les dues transformen com vectors sota rotació.

Un pot definir reflexions com ara
{\displaystyle V_{x}:{\begin{pmatrix}x\\y\\z\end{pmatrix}}\mapsto {\begin{pmatrix}-x\\y\\z\end{pmatrix}},}
que també té determinant negatiu. Després, combinant-los amb rotacions un pot generar que la transformació de la paritat tingui un determinant positiu i, per tant, pot obtenir una rotació. S'usa reflexions per estendre la noció d'escalars i vectors a pseudoescalars i pseudovectors.
Les formes de paritat d'un grup abelià Z₂ causa d'una relació P² = 1. Tot grup abelià té solament una representació irreductible dimensional. Per Z₂, hi ha dues representacions irreductibles: un és parell sota paritat (P φ = φ), l'altra és imparell (P φ =-φ). És molt útil en mecànica quàntica. No obstant això, com es detallarà a continuació, sota representacions projectives i així en principi una transformació de la paritat pot rotar d'un estat a un altre per qualsevol fase.
Es diu que un objecte físic presenta simetria P si és invariant respecte a qualsevol operació de simetria com les anteriorment descrites, consistents en canviar el signe d'una de les coordenades espacials.

## Física clàssica
Les equacions de Newton del moviment F = m a (si la massa és constant) iguala dos vectors i, per tant, és invariant sota paritat. La llei de gravitació també embolica sol vectors i és també, per tant, invariant sota paritat. No obstant això el moment angular L és un vector axial.
L = r × p,
P(L) = (-r) × (-p) = L.
En l'electrodinàmica clàssica, la densitat de càrrega ρ és un escalar, el camp elèctric E i el corrent j són vectors, però el camp magnètic B és un vector axial. No obstant això, les equacions de Maxwell són invariants davant la paritat perquè el rotacional del vector axial és un vector.
Respecte al comportament sota inversió espacial, les variables de la mecànica clàssica poden ser classificades en magnituds parells i magnituds imparells.

### Magnituds parells
Les variables clàssiques que no canvien sota inversió espacial inclouen:
{\displaystyle \ t}, el temps quan passa l'esdeveniment
{\displaystyle \ I}, l'energia de la partícula
{\displaystyle \ P},  Potència (taxa del  treball realitzat)
{\displaystyle \mathbf {L} }, el moment angular d'una partícula (ambdós, el  orbital i el Spin)
{\displaystyle \ \rho }, la densitat de càrrega elèctrica
{\displaystyle \ V}, el potencial elèctric (voltatge)
{\displaystyle \mathbf {B} }, la  inducció magnètica
{\displaystyle \mathbf {H} }, el camp magnètic
{\displaystyle \mathbf {M} }, la magnetització
{\displaystyle \rho } la densitat d'energia del camp electromagnètic
{\displaystyle \ T_{ij}} tensor de Maxwell
totes les masses, càrregues, constants d'acoblament i altres constants físiques excepte les associades amb la  força feble.

### Magnituds imparells
Variables clàssiques que han invertit el seu signe per una inversió espacial, inclouen:
{\displaystyle \mathbf {x} }, la posició d'una partícula en l'espai tridimensional
{\displaystyle \mathbf {v} }, la velocitat d'una partícula
{\displaystyle \mathbf {a} }, l'acceleració d'una partícula
{\displaystyle \mathbf {p} }, el moment lineal d'una partícula
{\displaystyle \mathbf {F} }, la força d'una partícula
{\displaystyle \mathbf {J} }, la densitat de corrent elèctric
{\displaystyle \mathbf {E} }, el camp elèctric
{\displaystyle \mathbf {D} }, el desplaçament elèctric
{\displaystyle \mathbf {P} }, la polarització elèctrica
{\displaystyle \mathbf {A} }, el Potencial vectorial electromagnètic